# Indologi
Indologi, en för språkvetenskap och kulturvetenskap tvärvetenskaplig forskningsriktning, i allmänhet med betydelsen av forskning i Sydasiens språk och kulturer, med särskild tonvikt på Indien. 
Vid många universitet är studierna i indologi uppdelade i två delar: Forn- och medelindisk inriktning samt nyindisk inriktning. Traditionellt har studier i sanskrit utgjort en viktig del av det indologiska forskningsfältet.